# Туризм на Филиппинах

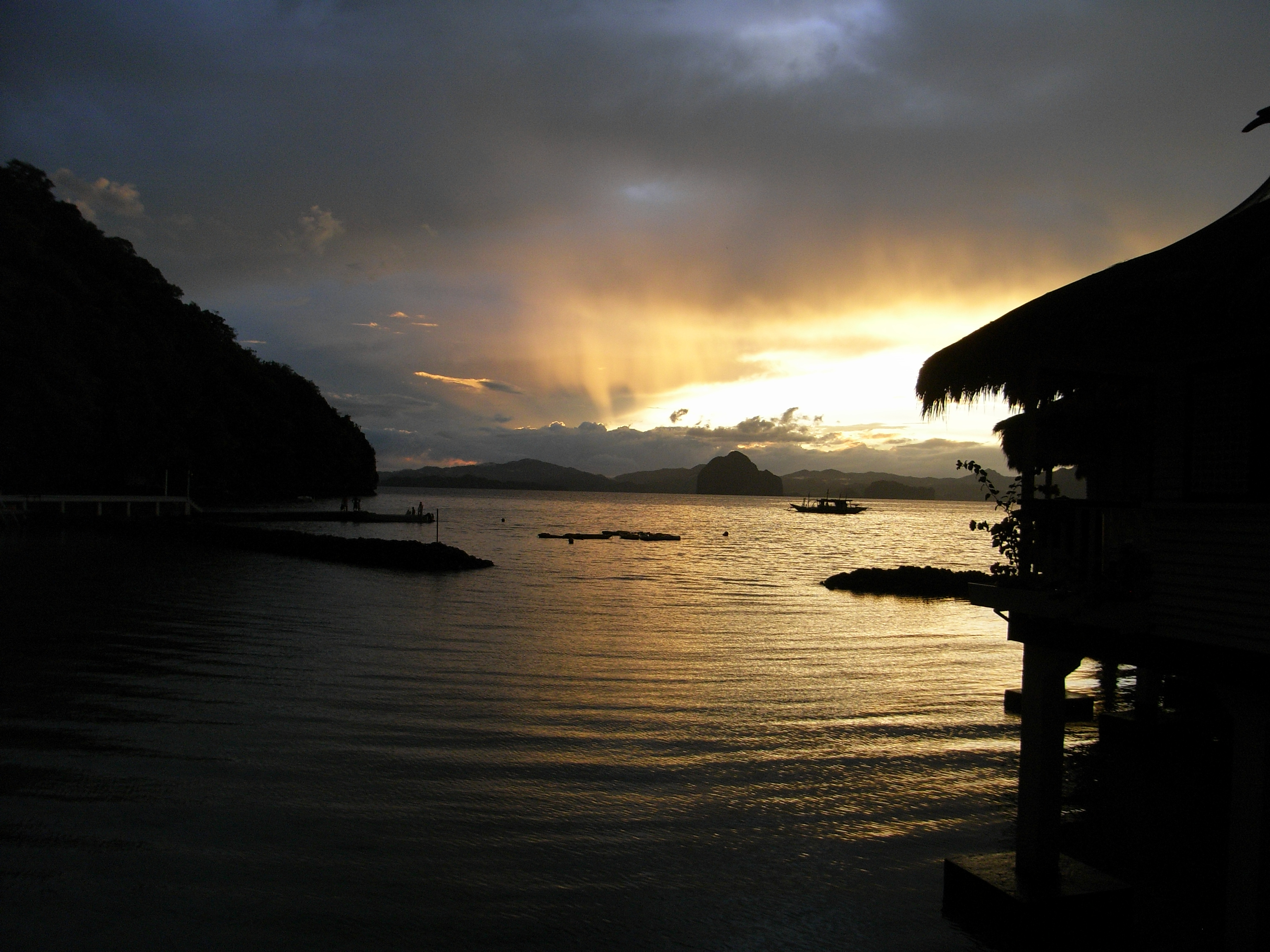
Восход солнца в национальном парке Эль-Нидо, Палаван

Туризм на Филиппинах является одним из наиболее важных секторов экономики страны.

## Географические и природные условия

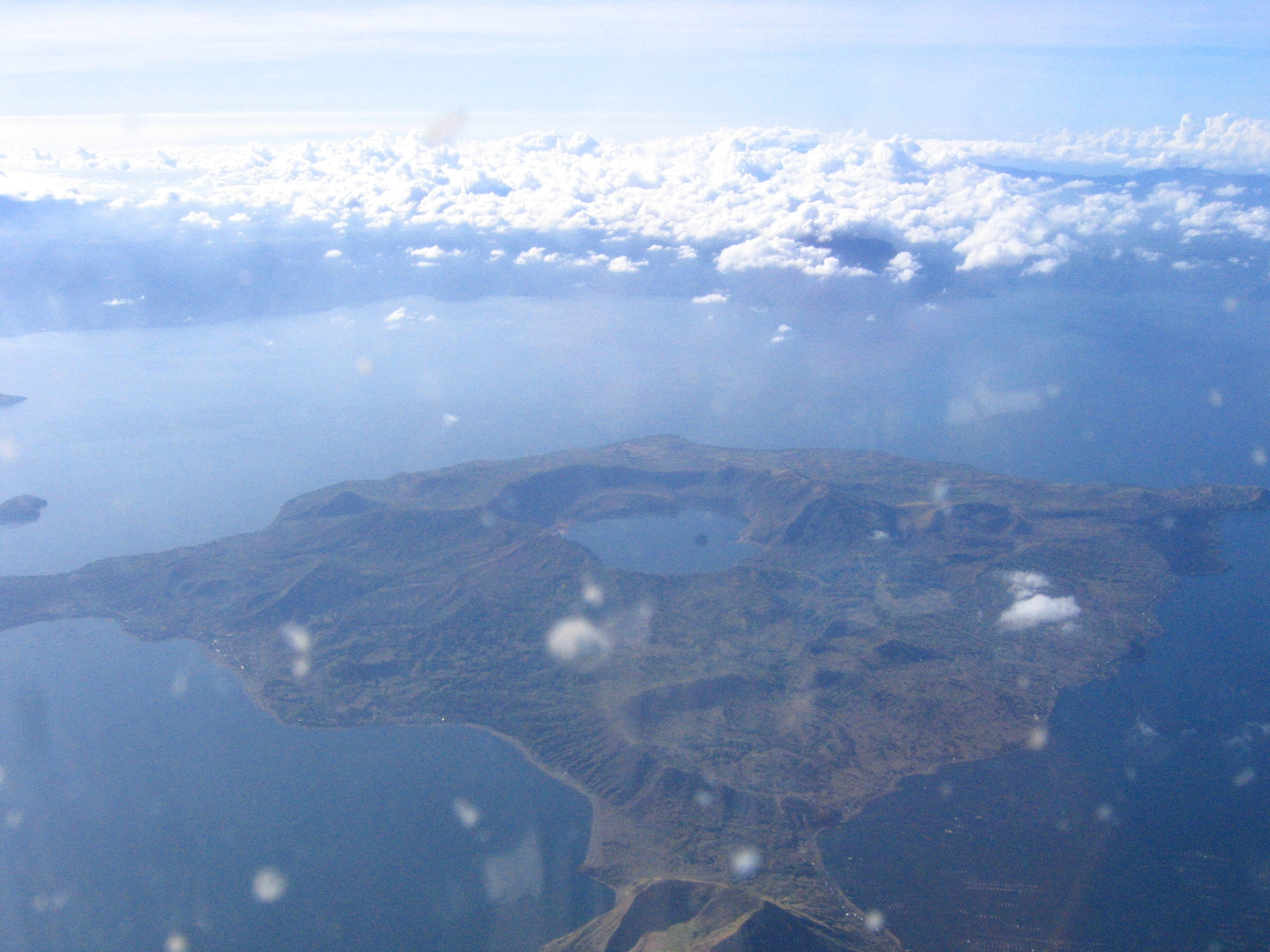
Вулкан Тааль

Республика Филиппины занимает более чем 7 тысяч тропических островов в Юго-Восточной Азии и имеет естественные пляжи, богатый растительный и животный мир и другие рекреационные ресурсы.

## Исторические и культурные предпосылки

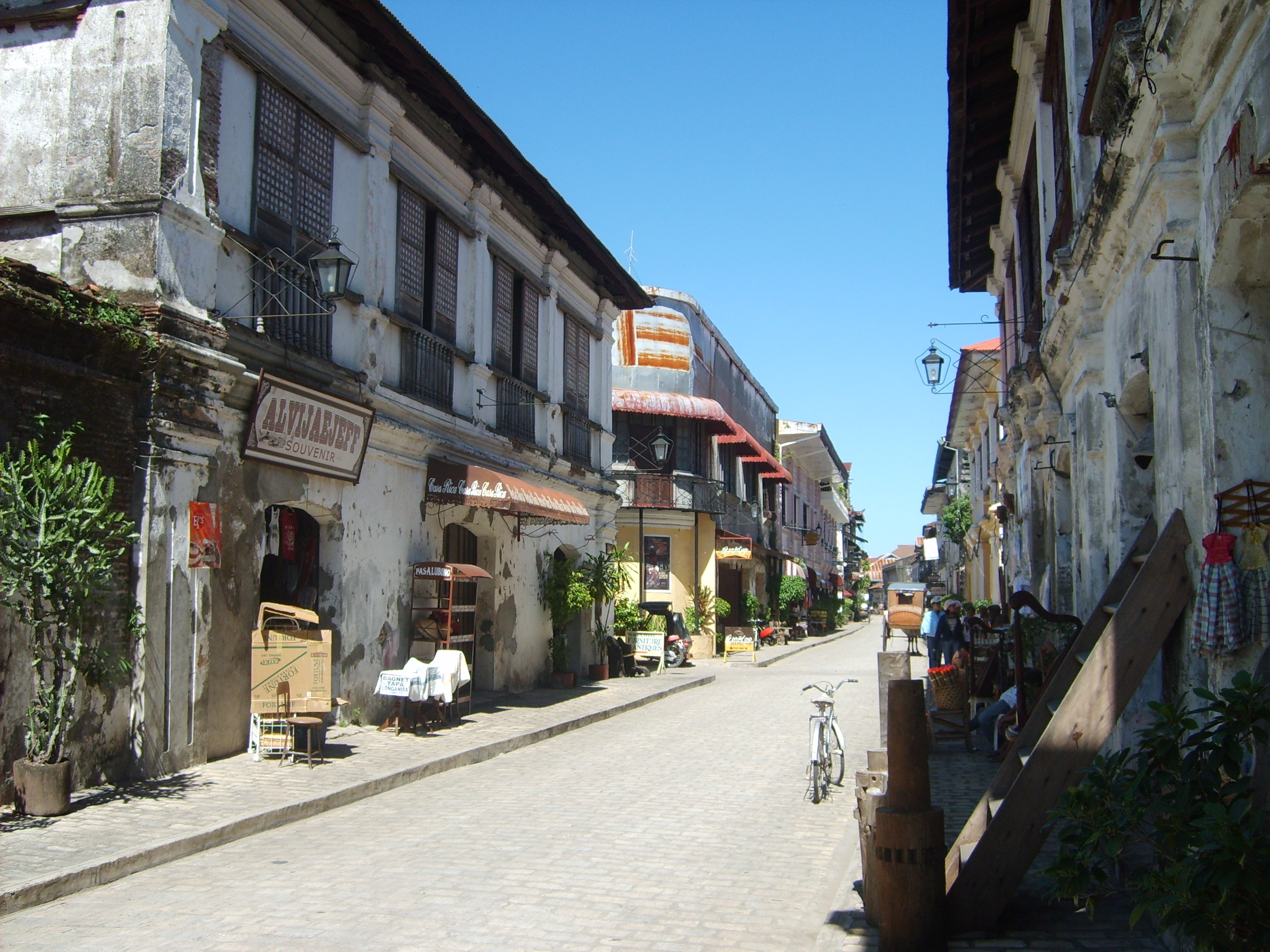
Исторический центр города Виган несёт в себе черты классической испанской архитектуры

Современная культура Филиппин объединяет в себе азиатскую основу со значительной долей прямого западного (испанского и американского) влияния, как результат колониального прошлого, со вторичным латиноамериканским воздействием из-за вхождения в вице-королевство Новая Испания. Западных туристов привлекает религиозная общность (Филиппины — одна из двух (наряду с Восточным Тимором) католических стран в Азии) и распространённость английского языка на Филиппинах.

## История
Массовый туризм на Филиппинах начался в 1970-х годах. Показатели посещаемости росли незначительно до середины 1980-х, бурный рост популярности Филиппин начался в начале 1990-х годов. В 2008 году Филиппины посетили более 3 млн туристов, а в 2019 году - свыше 8 млн.
| Год  | Количество иностр. туристов | Изменение |
| ---- | --------------------------- | --------- |
| 1996 | 1,049,367                   |           |
| 1997 | 1,222,523                   | ▲ 16.5%   |
| 1998 | 1,149,357                   | ▼ 6.0%    |
| 1999 | 1,170,514                   | ▲ 1.8%    |
| 2000 | 1,992,169                   | ▲ 70.2%   |
| 2001 | 1,796,893                   | ▼ 9.8%    |
| 2002 | 1,932,677                   | ▲ 7.6%    |
| 2003 | 2,907,226                   | ▼ 1.3%    |
| 2004 | 2,291,347                   | ▲ 20.1%   |
| 2005 | 2,623,084                   | ▲ 14.5%   |
| 2006 | 2,843,335                   | ▲ 8.4%    |
| 2007 | 3,091,993                   | ▲ 8.8%    |
| 2008 | 3,139,422                   | ▲ 1.5%    |
| 2009 | 3,017,099                   | ▼ 3.9%    |
| 2010 | 3,520,471                   | ▲ 16.7%   |
| 2011 | 3,917,454                   | ▲ 11.3%   |
| 2012 | 4,272,811                   | ▲ 9.1%    |
| 2013 | 4,681,307                   | ▲ 9.6%    |
| 2014 | 4,833,368                   | ▲ 3.3%    |
| 2015 | 5,360,682                   | ▲ 10.9%   |
| 2016 | 5,967,005                   | ▲ 11.3%   |
| 2017 | 6,620,908                   | ▲ 11.0%   |
| 2018 | 7,168,467                   | ▲ 7.7%    |
| 2019 | 8,260,913                   | ▲ 15.24%  |
| 2020 | 3,482,535                   | ▼ 82.05%  |

## Экономический эффект
В 2000 году туристическая сфера принесла 2,1 млрд. долларов США. Наибольшее число туристов прибывало из США, Японии и Южной Кореи. В 2008 году самым быстрорастущим стал российский сектор въездного туризма.

## Типы туризма

### Пляжный отдых

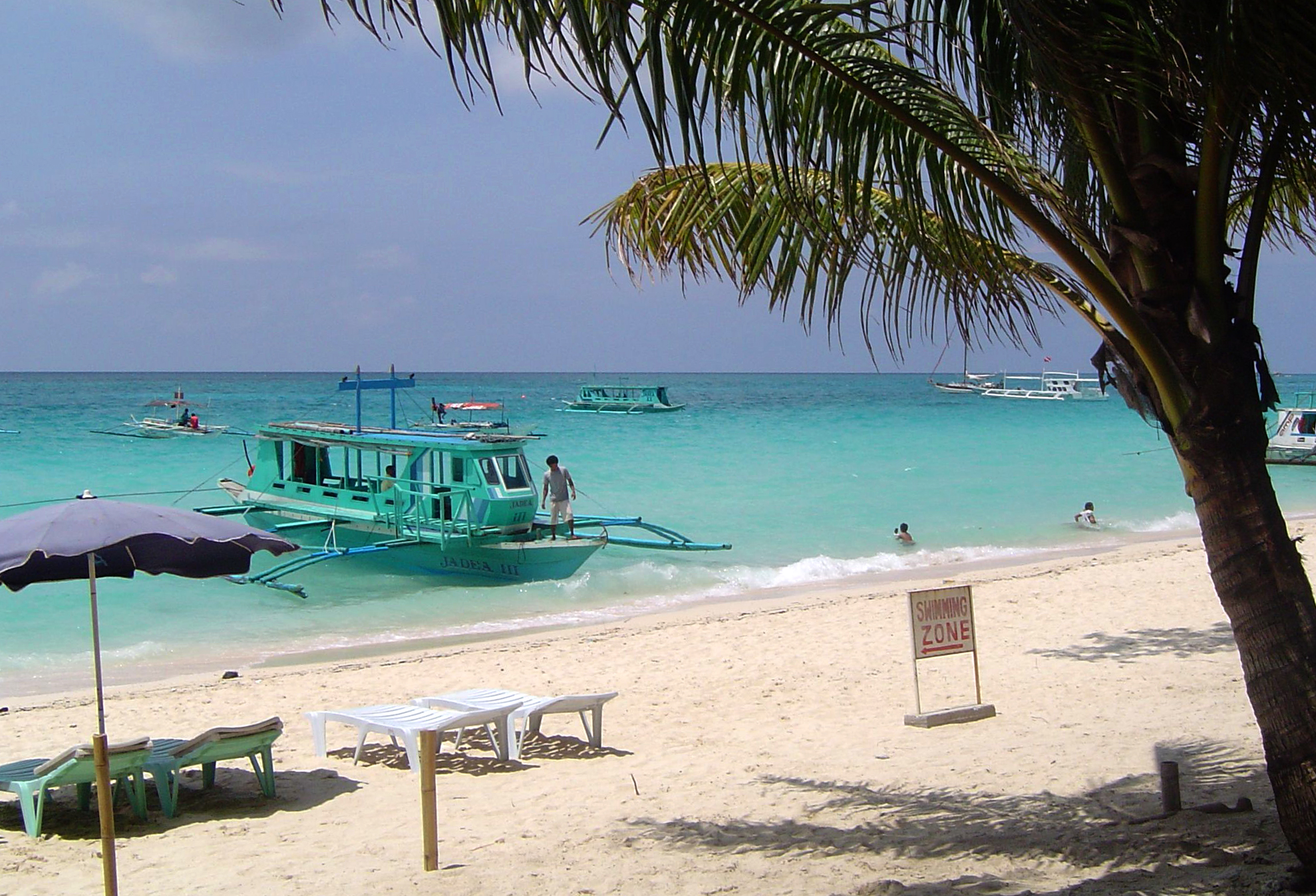
Пляж острова Боракай

Наиболее популярными регионами пляжного отдыха на Филиппинах являются остров Боракай, побережье провинции Ла-Унион, острова Себу (и Мактан), Бохол (и Панглао) и другие.

### Экологический туризм
Филиппины являются популярным направлением экотуризма. Во многих регионах, заповедниках и национальных парках проводятся экологические программы, наблюдений за птицами (бёрдвочинг) и водными животными и так далее. Известным направлением экологического туризма служит остров Палаван с регионом Эль-Нидо и Подземной рекой Пуэрто-Принсеса.

### Дайвинг и сноркелинг

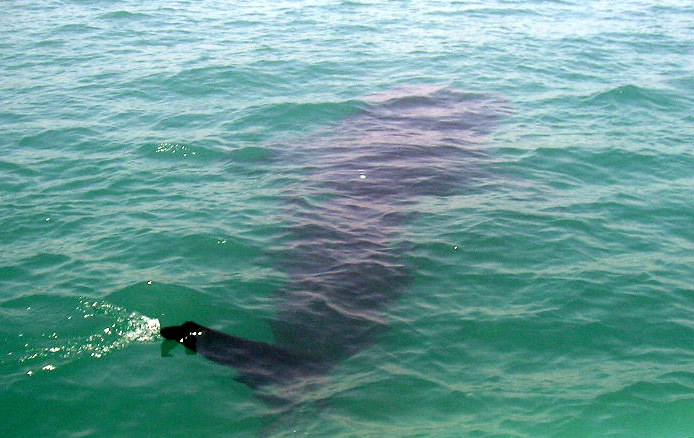
Китовая акула, Донсоль

Филиппины — признанное направление рекреационного дайвинга мирового уровня. Часть популярных дайв-сайтов, например, риф Туббатаха в море Сулу, достижимы только в ходе дайв-сафари с проживанием на борту, во многих регионах практикуется дейли-дайвинг с местных лодок «банка». В филиппинских водах много доступных при погружениях мест кораблекрушений. Наиболее известные регионы рэк-дайвинга: залив Корон (провинция Палаван) и Субик-Бэй (остров Лусон).

### Активный отдых
На Филиппинах популярны туры с восхождениями на горы и вулканы (Багио, вулкан Тааль и другие), кайтинг и парасейлинг (остров Боракай), сёрфинг (остров Сиаргао) и другие виды активного и экстремального отдыха.

### Достопримечательности
- Белый пляж на острове Боракай
- Интрамурос — испанская крепость в Маниле
- Багио — горный курорт
- Рисовые террасы в Банауэ
- Шоколадные холмы острова Бохол
- Могила Магеллана в Себу
- Исторический центр Вигана
- Вулкан Тааль
- Вулкан Майон
- Подземная река Пуэрто-Принсеса
- «Зачарованная река» Инатуан

### События
На Филиппинах отмечается большое число как общенациональных, так и региональных праздников и фестивалей, служащих целью событийного туризма. Также туристов привлекают такие события, как конкурс красоты «Мисс Земля», спортивные мероприятия и так далее.

### Шопинг
Шопинг — одна из целей туристов на Филиппинах. Цены на товары сопоставимы с ценами в Таиланде и Китае. На Филиппинах находятся три из списка крупнейших торговых центров в мире: SM Mall of Asia, SM Megamall, SM City North EDSA.

### Оздоровительный и медицинский туризм
Филиппины являются одним из главных в Азии направлений медицинского туризма. Популярность данного вида поездок и предсказываемый потенциал развития медицинского туризма на Филиппинах объясняется низкой стоимостью врачебных услуг при довольно высоком качестве персонала. Кампания развития медицинского туризма проводится Департаментом туризма Филиппин с 1998 года.
Также популярны поездки к народным филиппинским целителям — хилерам, СПА-процедуры и национальная форма массажа — хилот.

### Сексуальный туризм
Филиппины считаются одним из основных мировых направлений для секс-туров.

## Опасности
Туризм на Филиппинах связан с рядом природных, техногенных и социальных опасностей.

### Природные опасности
- действующие вулканы, сейсмическая опасность, вероятность цунами
- северная часть Филиппин входит в зону тайфунов[6]

### Техногенные опасности
- на Филиппинах есть вероятность аварий и катастроф техногенного происхождения, в частности, не редки крушения морских паромов

### Социальные опасности
- политическая нестабильность
- терроризм: на Филиппинах действует ряд экстремистских и террористических организаций исламского и коммунистического (маоистского) толка.
- преступность

## Визы
Гражданам ряда государств для въезда на территорию Филиппин необходима виза. С 19 сентября 2007 года гражданам Российской Федерации, въезжающим на Филиппины с туристическими целями на срок до 21 дня виза не требуется.

## Организации
Главным исполнительным органом, отвечающим за регулирование туристической индустрии Филиппин и за международное продвижение Филиппин как туристического направления, является Департамент туризма Филиппин (англ. Department of Tourism, DOT).

## Галерея

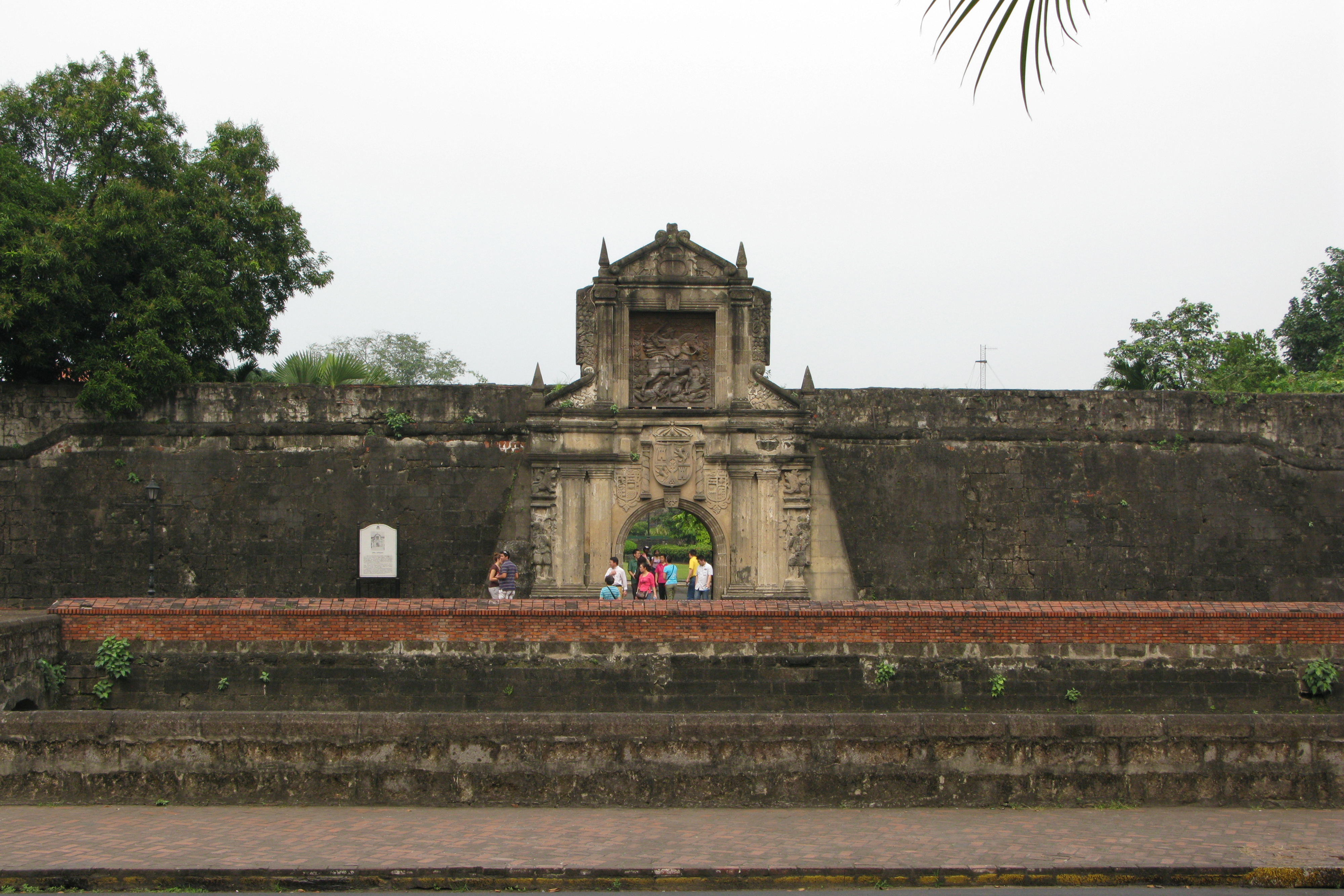
Форт Сантьяго, Манила
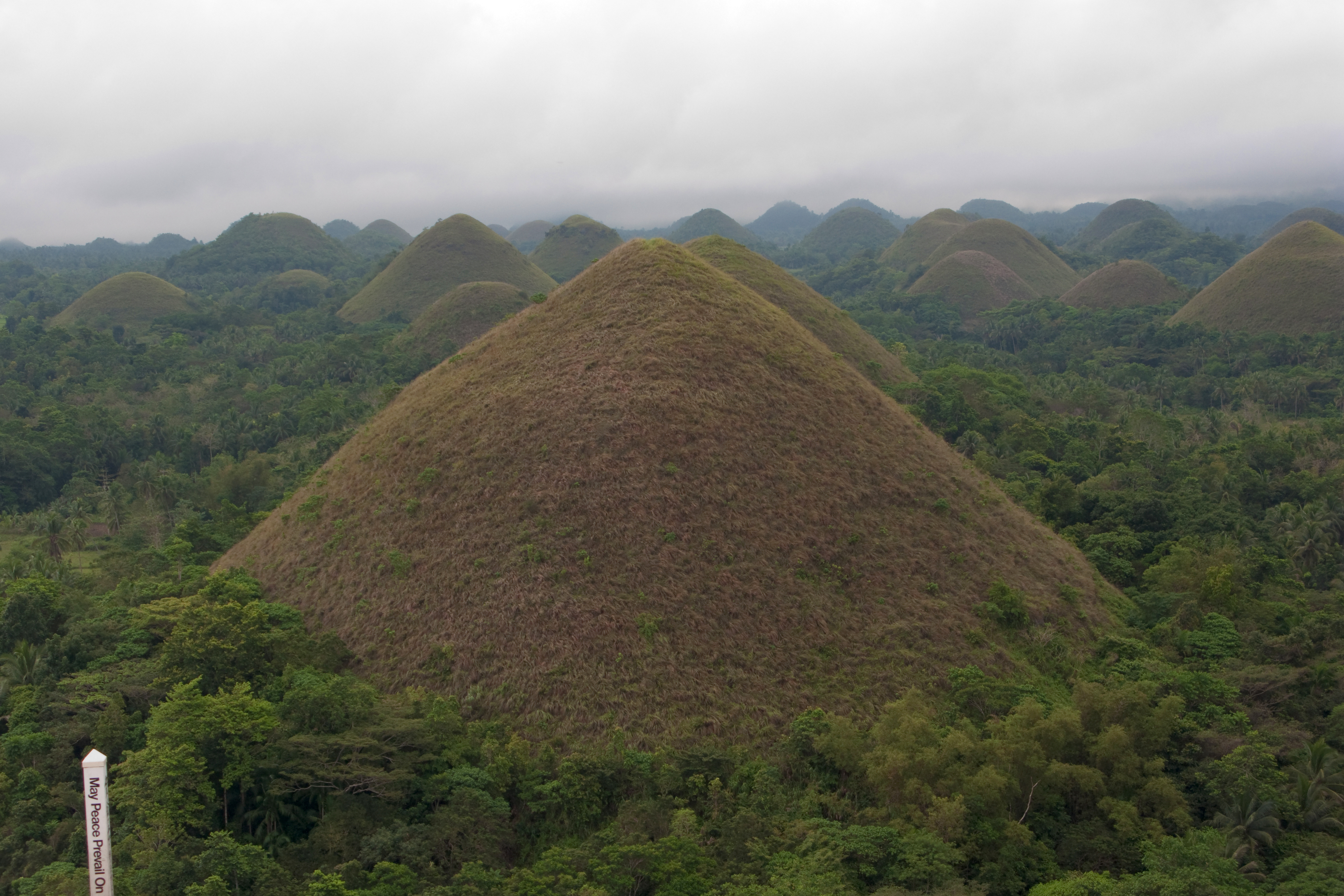
Шоколадные холмы, остров Бохол
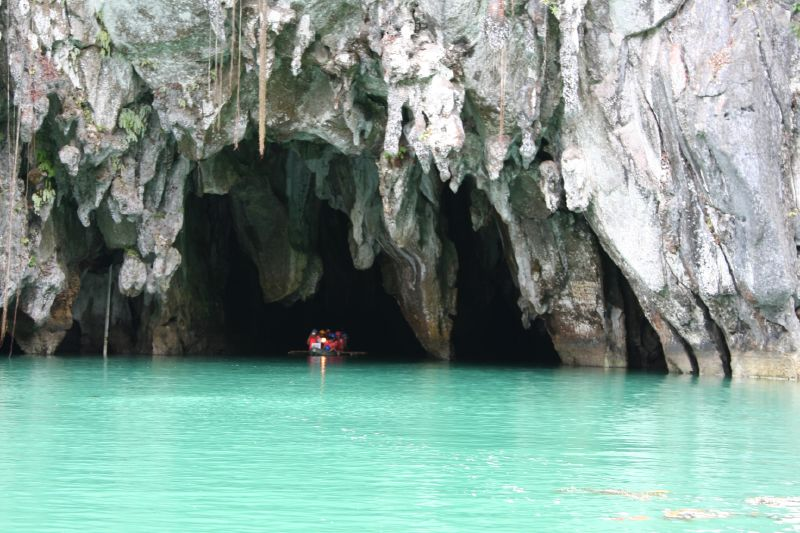
Подземная река Пуэрто-Принсеса
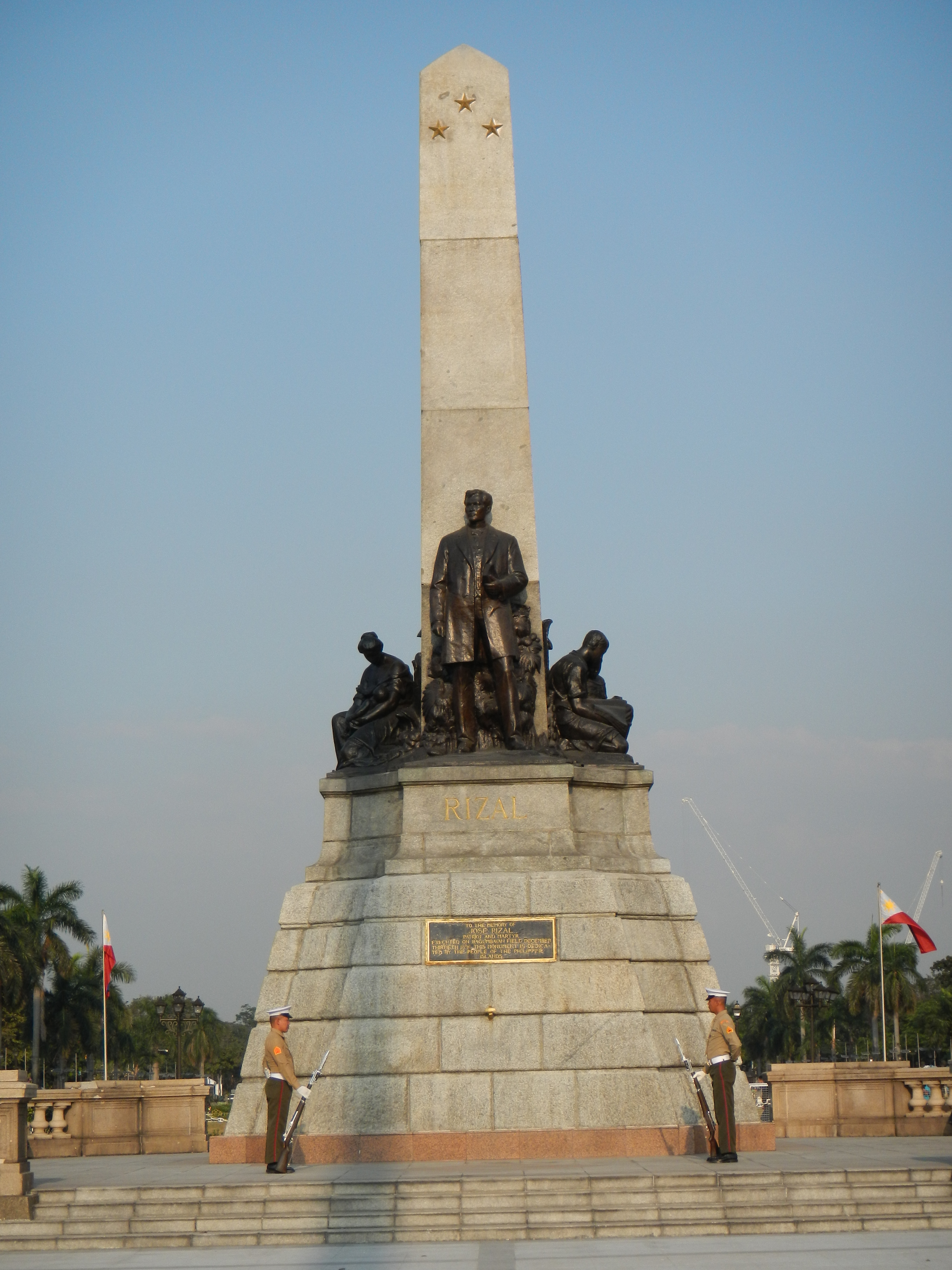
Монумент Хосе Рисалю
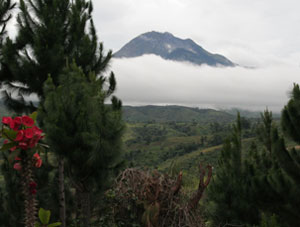
Гора Апо
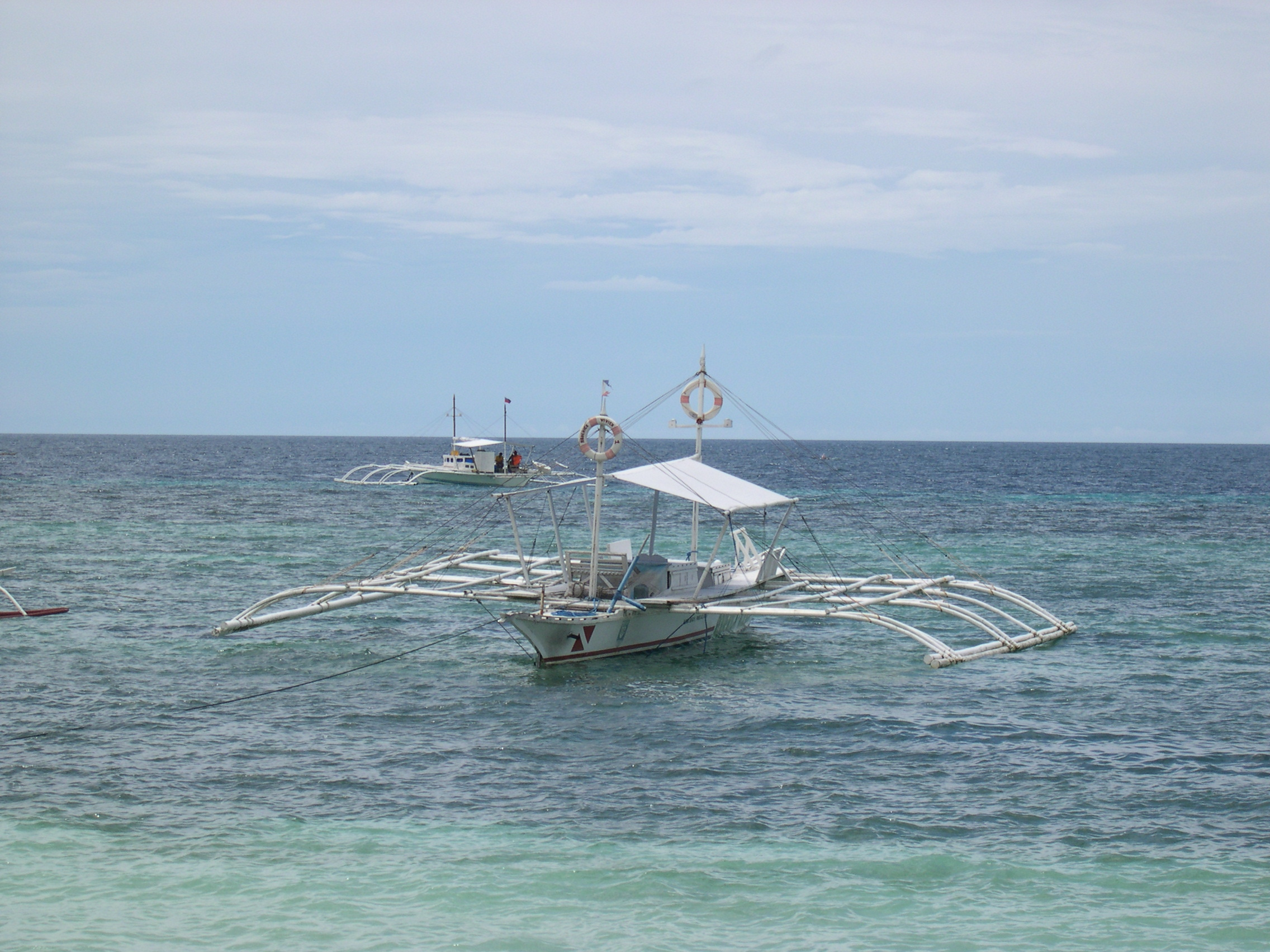
Лодка «банка»
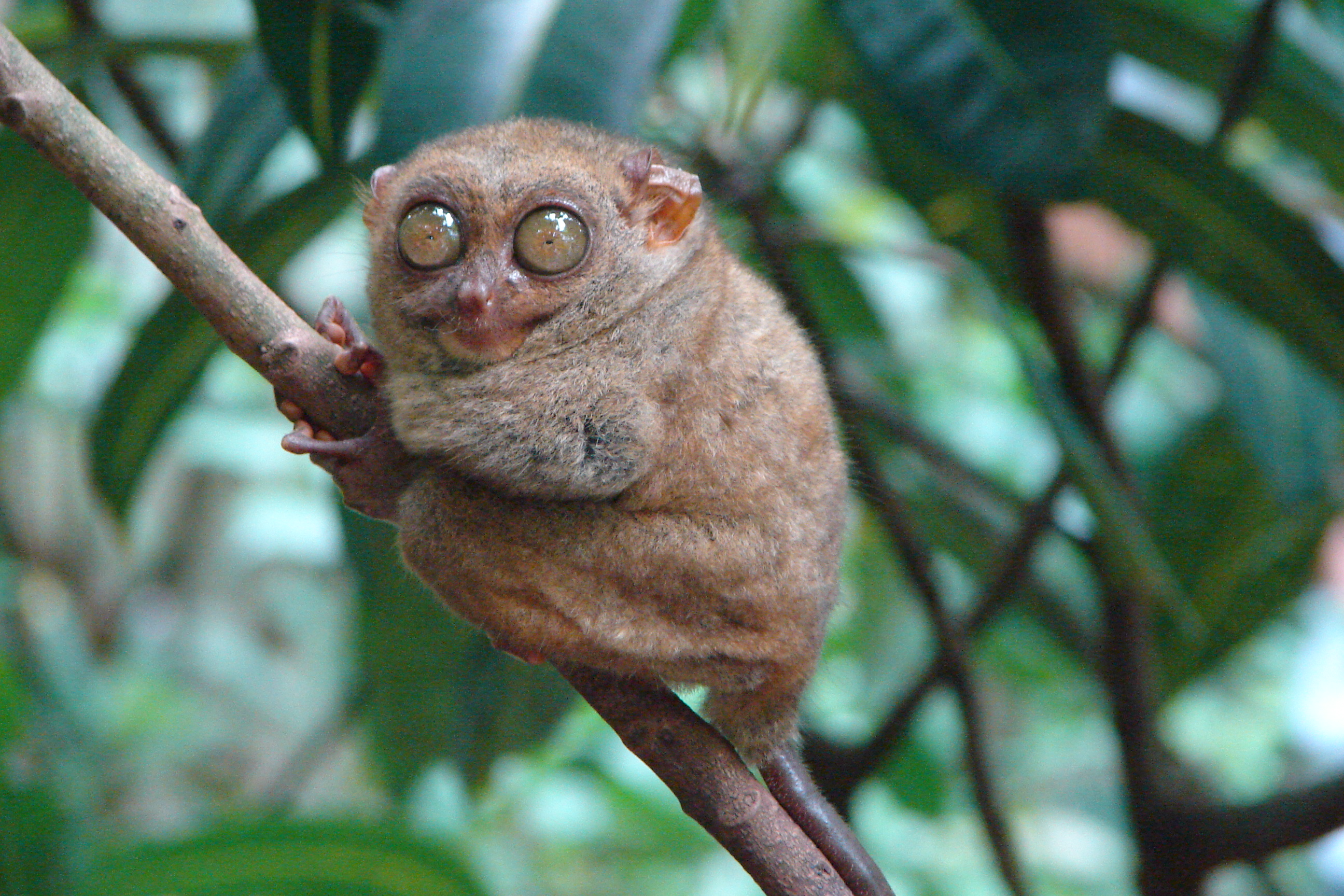
Филиппинский долгопят